# Le cantatrici villane
Le cantatrici villane (título original en italiano; en español, Las cantantes campesinas) es una ópera bufa (dramma giocoso) en dos actos con música de Valentino Fioravanti y libreto en italiano de Giovanni Palomba. Se estrenó en enero de 1799 en el Teatro dei Fiorentini de Nápoles. En España se estrenó en el año 1833, en el Teatro de la Santa Cruz de Barcelona. Una versión revisada en un acto se estrenó en el Teatro San Moisè de Venecia como Le virtuose ridicole en 1801.
La trama se desarrolla en Frascati en el siglo XVIII. Esta ópera se representa poco; en las estadísticas de Operabase aparece con sólo una representación, la primera y única de Fioravanti.